# صليب أرثوذكسي

صليب أرثودوكسي أسود)

الصليب الأرثوذكسي أو البيزنطي او الروماني  أو الصليب الروسي،  المعروف أيضا باسم الصليب ذو المسند (Suppedaneum) وهو رف يستعمل لوقوف المصلوب هو اختلاف عن الصليب المسيحي، يوجد عادة في الكنائس الأرثوذكسية الشرقية، فضلا عن الكنائس الشرقية الكاثوليكية من المجتمع البيزنطي ومجتمع الكنائس الشرقية الأنغليكانية. الصليب ذو ثلاثة أكتاف-الأفقي يمثل أعلى لوحة منقوش عليها INRI (Latin: Iēsus Nazarēnus, Rēx Iūdaeōrum) وتعني المسيح ملك بني إسرائيل، وفي الأسفل، مسند للقدمين. في التقليد الأرثوذكسي الروسي، وانخفاض الشعاع المائل إلى يمين المصلوب عادة ما يكون أعلى من ذلك. وذلك لأن ميول مسند القدمين صعودا نحو اللص التائب القديس ديسماس المصلوب على يمين المصلوب، والطرف النازل نحو غيستاس. الإصدار الأقدم من موطئ الأقدام المائل يمكن العثور عليه في القدس، ولكن في جميع أنحاء العالم المسيحي الشرقي حتى القرن 17، ويميل مسند القدمين في الاتجاه الآخر، مشيرا صعودا وليس هبوطا، مما يجعل الموطئ النزولي ابتكار روسي. في اليونانية ومعظم الكنائس الأرثوذكسية الأخرى، يبقى مسند القدمين أفقي، كما في التمثيل في وقت سابق. وتشمل الاختلافات الشائعة أيضا «الصليب فوق الهلال» و «صليب الجمجمة».

## نماذج روسية

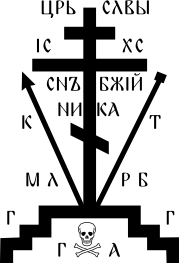
صليب الجمجمة

واحد من الاختلافات عن الصليب الأرثوذكسي هو 'الصليب على الهلال ". "في 1486، القيصر إيفان الرابع (الرهيب) احتل مدينة قازان التي كانت تحت حكم المسلمين التتار، وفي هذه الذكرى، أصدر مرسوما يقضي بأن من الآن فصاعدا أن يوضع الهلال الإسلامي في الجزء السفلي من الصلبان، للدلالة انتصار الصليب (المسيحية) على الهلال (الإسلام). "  وهذا" الصليب على الهلال "ومصحوبة أحيانا" جبرائيل جاثم على رأس الصليب نافخا بالبوق ".
في روسيا، يمكن الذراع الأفقية العليا تكون غائبة. ومع ذلك، في الشمال الروسي يمكن تركيبها على رأس الشعاع (الذراع) الرأسي.

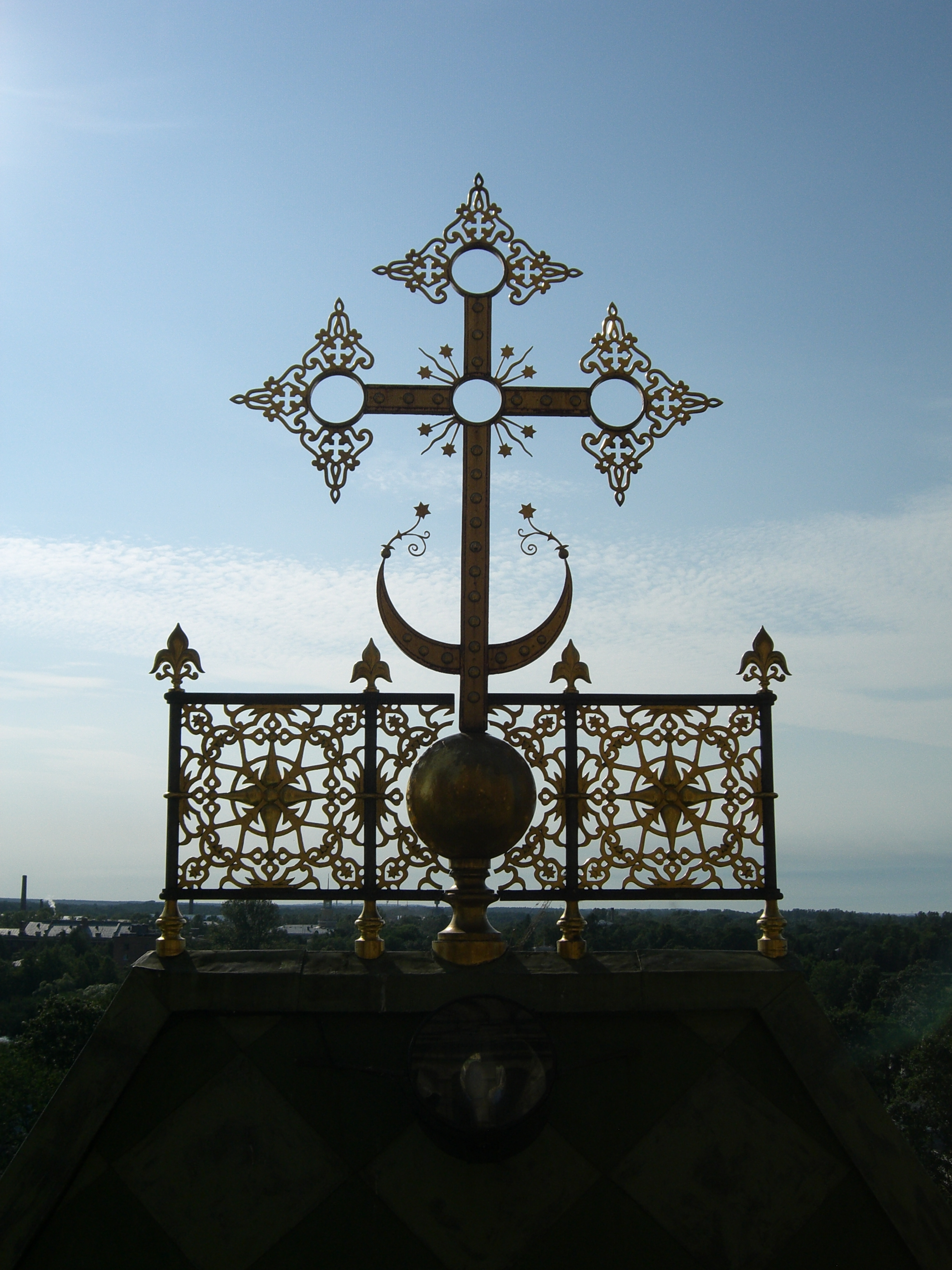
صليب فوق الهلال من كنيسة بطرس و بولص في روسيا

وهناك تباين رهباني عن «صليب الجمجمة»، حيث الصليب يقع على قمة تلة الجمجمة، الدرجات ترمز إلى الخطوات. إلى اليسار المشاهد تقع الحربة المقدسة، مع يسوع الذي أصيب في جنبه، وإلى اليمين، عصا الزوفا وبرأسها أسفنجة مغمسة بخمر رخيص الذي يعطى للمصلوب لتخفيف ألامه. تحت الجمجمة هي جمجمة آدم عظامه. عظم الذراع الأيمن عادة ما يكون أعلى من اليسرى والمؤمنين يطوون أذرعهم فوق صدورهم بهذه الطريقة خلال قداس التناول الأرثوذكسي (العشاء الرباني). حول الصليب اختصارات للكنيسة السلافية. وعادة ما يتم تطريز هذا النوع من الصليب على رداء الراهب.
بين 1577-1625، كان يصور الصليب الأرثوذكسية الروسي بين رأسي النسر ذو الرأسين في شعار روسيا. تم رسمه على اللافتات العسكرية حتى نهاية القرن 17.

## معرض

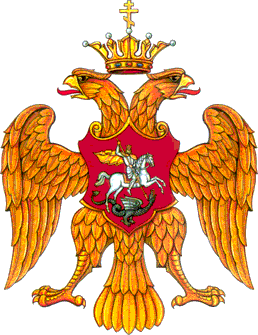
درع روسيا القيصرية خلال فترة ايفان الرابع
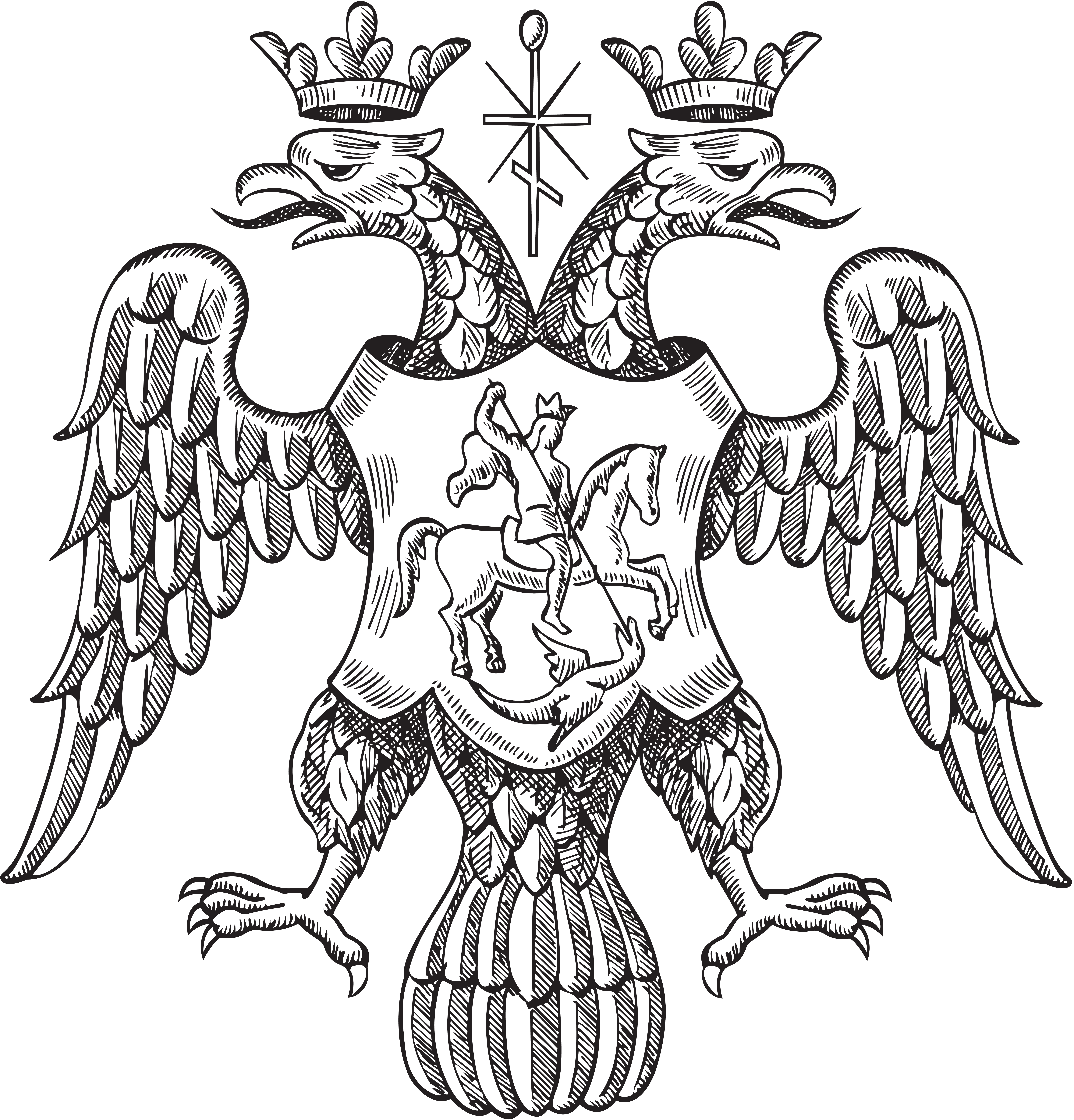
Coat of arms of Russia from the seal of فيودور الأول, 1589
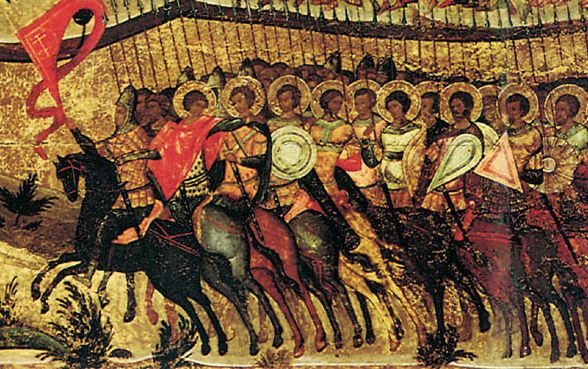
A rider with the banner from an icon Blessed Be the Host of the King of Heaven (Church Militant), 1550s
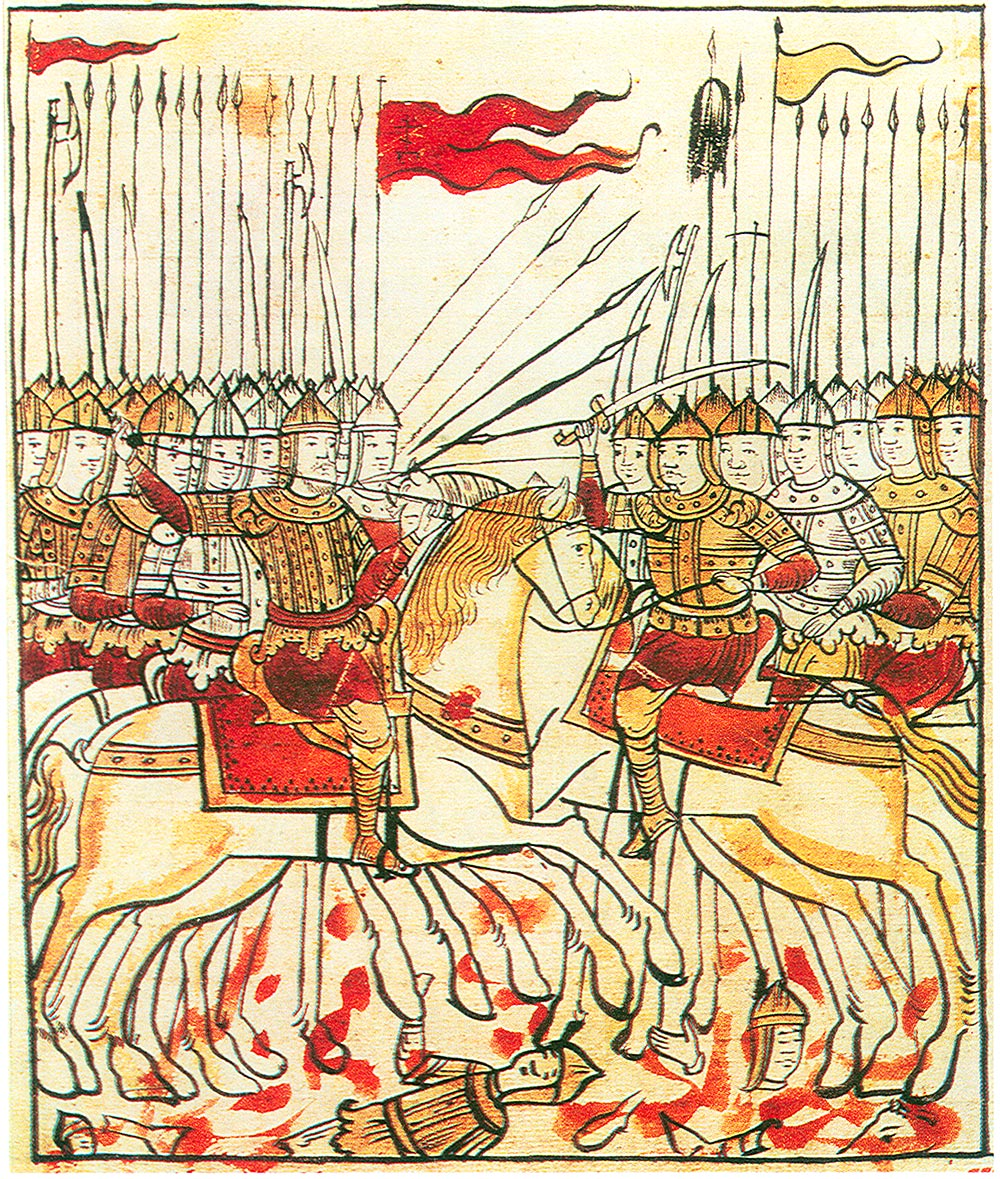
A 17th century miniature of the معركة كوليكوفو (1380). A warrior bears a red banner with a cross
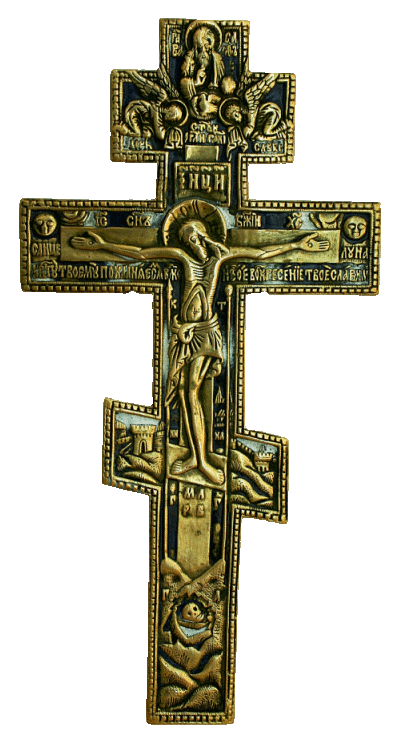
A copper cross typical for Old believers
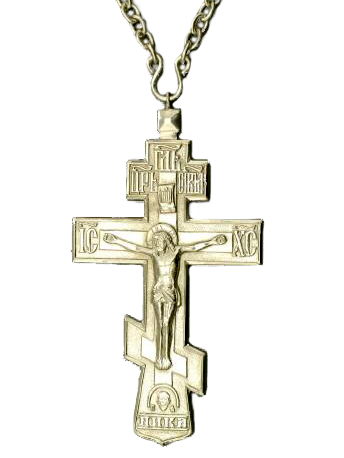
A cross of a الكنيسة الروسية الأرثوذكسية priest
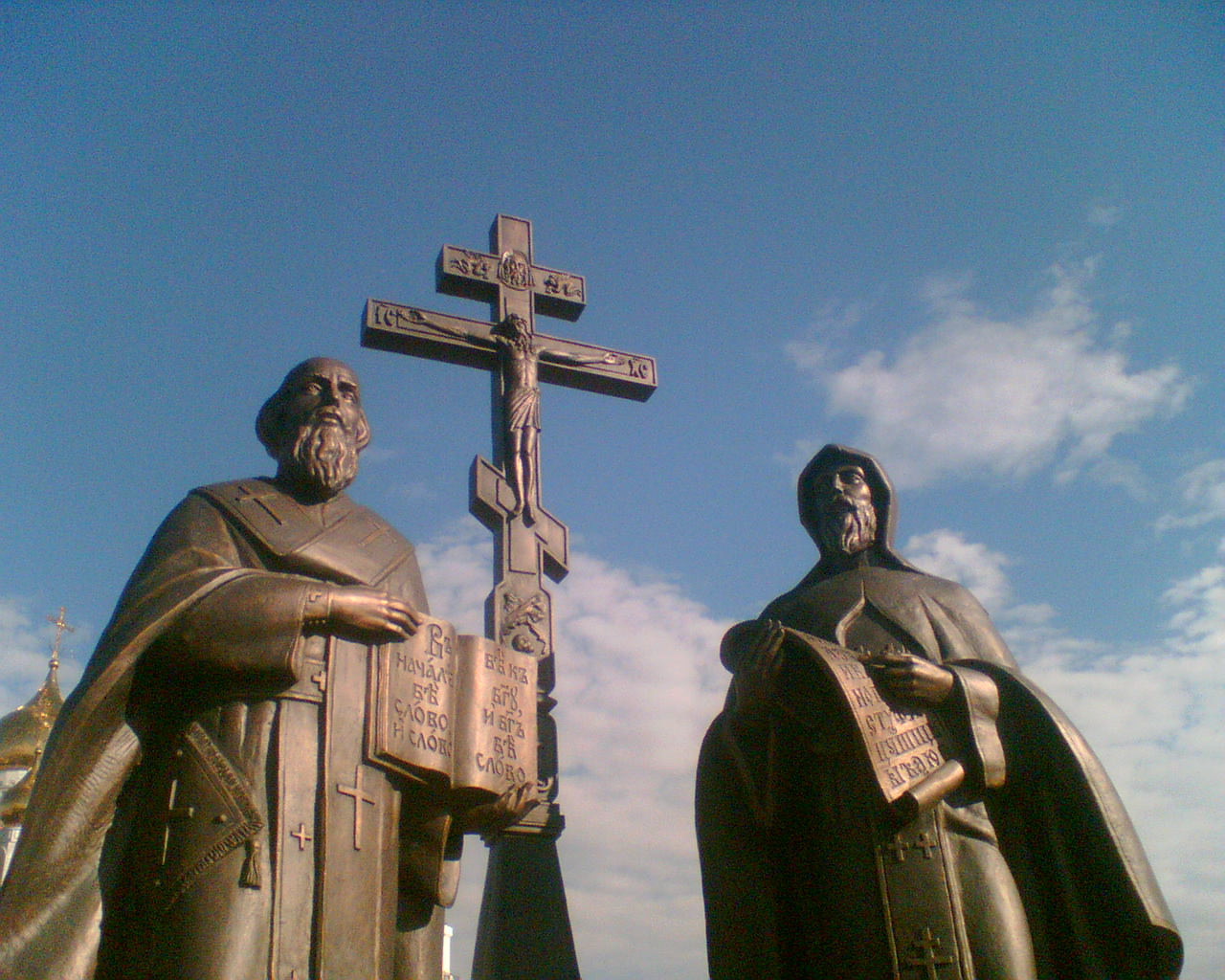
A modern memorial to Ss. كيرلس وميثوديوس in خانتي-مانسييسك, Russia
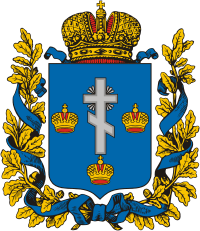
Coat of arms of Kherson Governorate، الإمبراطورية الروسية, 1878
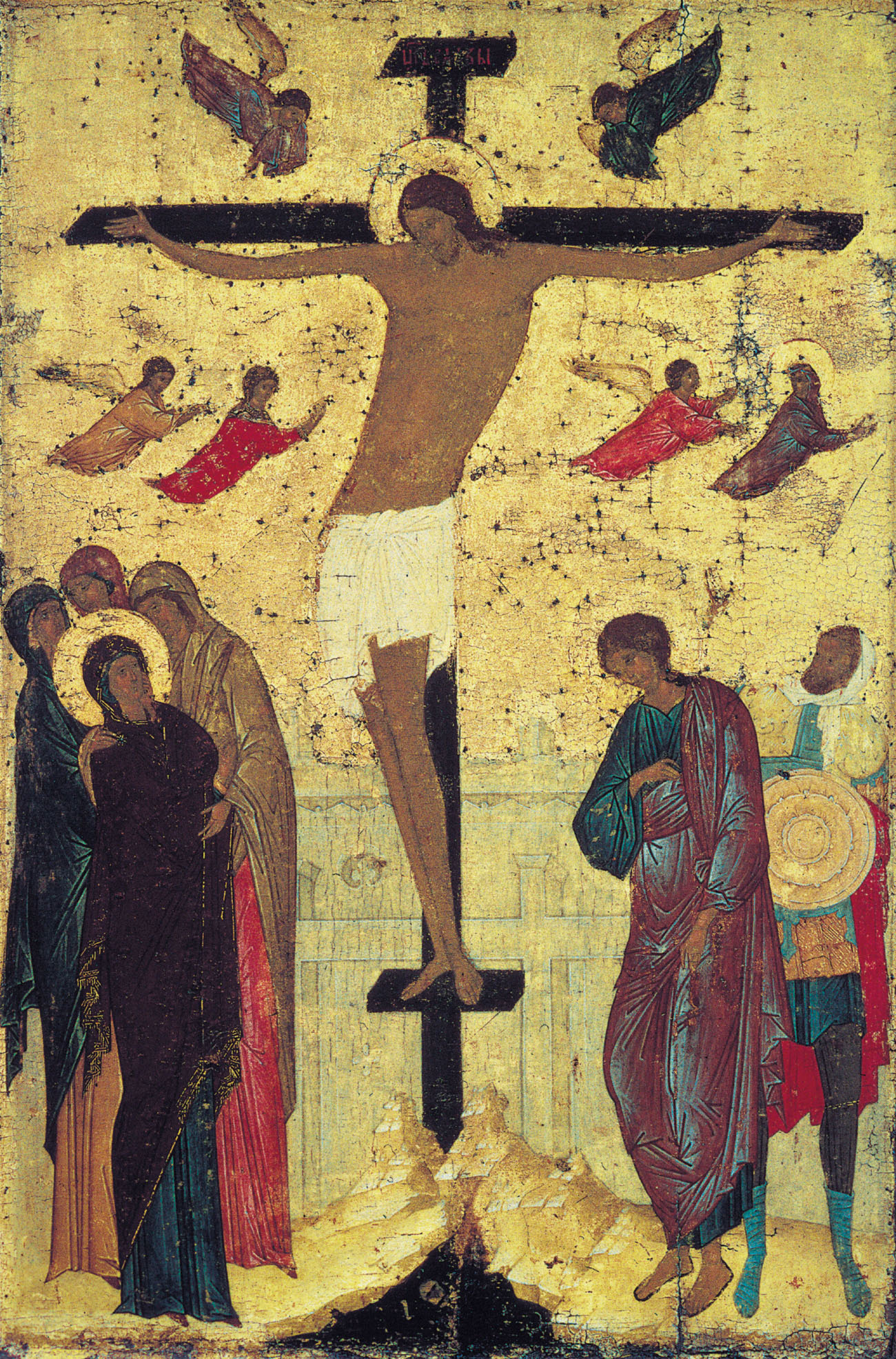
Russian depiction in which the traditional INRI plank is instead marked with "ЦР҃Ь СЛ҃ВЫ", standing for "King of Glory"
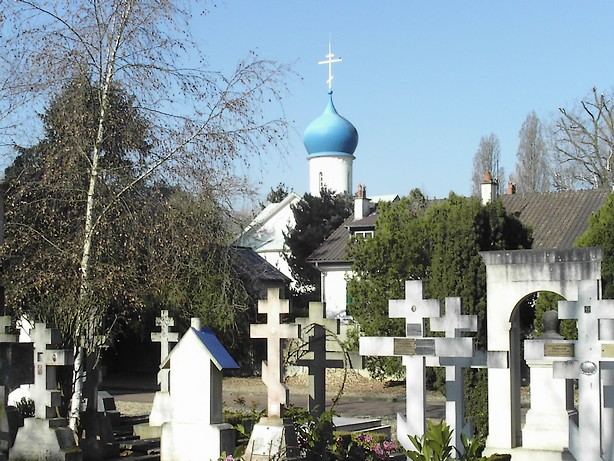
مقبرة سانت جونيفييف دي بوا, the resting place of many eminent Russian émigrés.